# Noël de Jourda, comte de Vaux

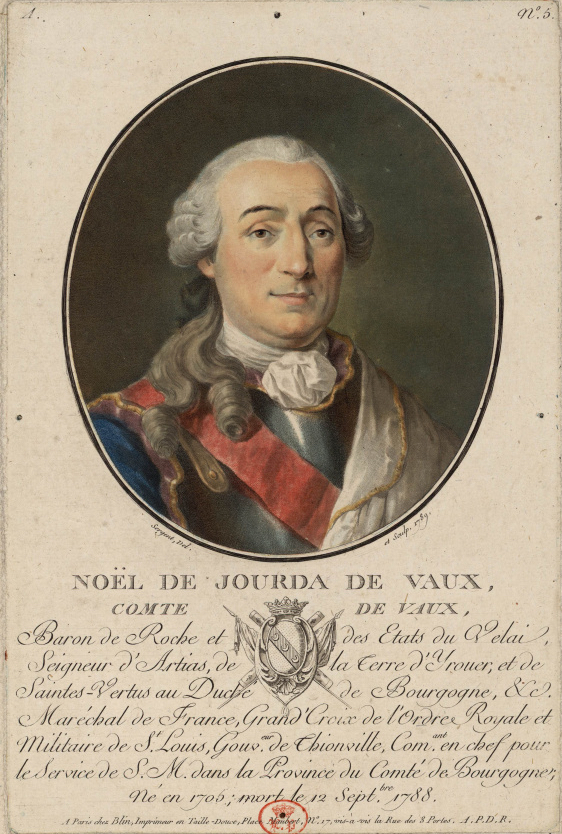
Porträt des Maréchal de Vaux

Noël Jourda, comte de Vaux, seigneur d’Artias, (* 12. März 1705 auf Schloss Vaux in Saint-Julien-du-Pinet; † 14. September 1788 in Grenoble) war ein Marschall von Frankreich.

## Leben
Noël Jourda de Vaux war der Sohn von Jean Baptiste Jourda de Vaux, seigneur de Retournac (* 1687) und der Marie Anne de Saint-Germain.

### Militärkarriere
Am 16. Oktober 1723 trat er als Fähnrich in das Régiment d’Auvergne ein und nahm in seinem ersten Einsatz als Lieutenant am Feldzug nach Italien teil (Polnischer Thronfolgekrieg). Er kämpfte am 29. Juni 1734  in der Schlacht bei Parma und am 29. Juni 1734 in der Schlacht bei Guastalla, in der er zweimal verwundet wurde.

#### Österreichischer Erbfolgekrieg
Von Januar 1738 bis April 1741 diente er als Capitaine unter dem Kommando von Général de Maillebois bei der Eroberung von Korsika. Hier zeichnete er sich besonders bei der Verteidigung von Ghisoni aus. Danach zum Chevalier des Ordre royal et militaire de Saint-Louis ernannt, wurde er Platzkommandant in Corte.
Zur Armee in Deutschland abkommandiert, zeichnete er sich 1742 unter Belle-Isle bei der Belagerung von Prag aus. Insgesamt war er an drei Belagerungen und einem Gefecht beteiligt. Nach der Demission von Maréchal de Broglie wurde er am 6. März 1643 als Colonel zum Kommandanten des Régiment d’Angoumois ernannt.
Im Jahr 1744 kämpfte er bei der Belagerung von Menen und Ypern. Der Maréchal de Saxe setzte Jourda in der Schlacht bei Fontenoy am 10. Mai 1745 und bei den Belagerungen von Tournai, Oudenarde, Dendermonde und Ath ein.
Nach seiner Teilnahme an der Belagerung von Brüssel wurde er am 23. Februar 1746 zum Brigadier des armées du roi befördert. Er diente bei der Belagerung von Namur am 11. Oktober und in der Schlacht bei Rocourt. Beteiligung an der Einnahme von l’Écluse, der Forts Issendick und Philippine.
Es folgten Marschbewegungen nach Mechelen und Tirlemont, die Schlacht bei Lauffeldt am 2. Juli 1747 und die Belagerung von Bergen-op-Zoom, in der er seine fünfte Verwundung erhielt und in Gefangenschaft geriet. Am 10. Mai 1748 wurde er in Gefangenschaft zum Maréchal de camp befördert.
Nach dem Friedensschluss kehrte er nach Frankreich zurück und wurde vom König am 4. Juli 1752 zum Lieutenant du Roi in Besançon und am 17. Dezember 1759 zum Lieutenant général des armées du roi ernannt.

#### Siebenjähriger Krieg
Im Januar 1760 verließ er Korsika, da er zur Armee von Marschall Broglie nach Deutschland versetzt worden war. Hier trat er seinen Dienst am 1. April 1760 an. In der Schlacht bei Bergen war er ebenso eingesetzt wie er am 19. September beim Überfall auf das Hauptquartier von General Wangenheim beteiligt war. Bis 1761 konnte er mit seiner Truppe die Gegend um Göttingen halten und wurde am 19. Mai des Jahres vom König, als Ausdruck seiner Zufriedenheit, zum Gouverneur von Thionville ernannt.

#### Gouverneur von Korsika
Im Februar 1769 wurde der Comte de Vaux zum Kommandanten über die Armee auf Korsika berufen. Am 9. Mai 1769 besiegte er die korsischen Aufständischen in der Schlacht bei Ponte Novu. Er schrieb daraufhin an den duc de Choiseul:

„« [...] Toute la Corse est soumise au Roy [...]. »
(ganz Korsika ist dem König unterworfen)“

Am 1. August des gleichen Jahres wurde er zum Generalgouverneur über die Insel ernannt.
Am 10. April 1779 übergab er das Kommando an den Comte Marbeuf, da er als Oberbefehlshaber einer Armee vorgesehen war, die mit Hilfe der spanischen Flotte in England landen sollte. Dieses Projekt wurde jedoch nicht verwirklicht, und er erhielt dafür 1780 das Provinz-Oberkommando über die Grafschaft Bourgogne.
Am 13. Juni 1783 wurde er zum Marschall von Frankreich ernannt. Sein Marschallstab trug die Inschrift:
« Terror belli, decus pacis », (Furchtbar im Krieg – Verzierung im Frieden)

#### Lieutenant général du Dauphiné
Im Juni 1788 kurz nach dem Journée des Tuiles in Grenoble ersetzte der Maréchal de Vaux den duc de Clermont-Tonnerre, als Lieutenant-général und Oberkommandierender der Dauphiné um den dort herrschenden Volksaufstand niederzuschlagen. Kurz nachdem er in der Stadt angekommen war, erkrankte Jourda jedoch schwer und verstarb am 14. September 1788.
Er hatte an 30 Belagerungen teilgenommen, in einer großen Zahl von Schlachten gekämpft und war an mehreren Gefechten beteiligt. Er war fünfmal verwundet worden.
In seinem Testament wünschte der Marschall, dass sein Herz in dem sich in seinem Besitz befindlichen Paray-Vieille-Poste beigesetzt würde, sein Körper solle jedoch in der Gruft der Familie Vaux in der Kirche Saint-Jean-Baptiste in Retournac zur ewigen Ruhe gebettet werden.
- siehe auch: Liste der Marschälle von Frankreich

## Heirat und Nachkommen
Am 21. November 1741 heiratete er Jeanne de La Porte (? – 1775). Sie hatten zwei Kinder:
- Jeanne-Marie * 1745, ⚭ am 3. September 1765 Louis, marquis de Vauborel, (? – 1832).
- Adélaïde-Jeanne, ⚭ 29. September 1770 François, comte de Fougières, (? – 1787)

1. August 1789 ⚭ Charles Morey, comte de Pontgibault.

## Wappen
|  | Schild von Gold mit einem roten Band von rechts oben nach links unten. Besetzt mit drei silbernen Halbmonden, die nach rechts oben gerichtet sind. Grafenkrone. |